# Bovendijks (gehucht)
Bovendijks is een oostelijk van Garrelsweer gelegen en daar aan vastgegroeid gehucht in de gemeente Eemsdelta.
Het dorp ligt op de zuidelijke dijk langs het Damsterdiep aan beide zijden van de Oude Wijmers die daar uitmondt in het diep. Het deel dat ten oosten van dit watertje ligt wordt ook wel Lopsterbrug genoemd, naar de gelijknamige brug over het Damsterdiep. Het karakteristieke witte bruggetje over Oude Wijmers heet Wijmerszijl, een verwijzing daarnaar dat hier ooit een zijl heeft gelegen.
Ten zuiden van het dorp loopt de Bovendijkstermaar.